# Ramón González de Amezúa
Ramón González de Amezua y Noriega (Madrid, 27 de octubre de 1921- 16 de mayo del 2015) fue un organista y constructor de órganos español, que fue director de la Real Academia de Bellas Artes de San Fernando desde 1991 hasta diciembre de 2008.

## Biografía
Su padre, Agustín González de Amezúa, era un intelectual con una intensa actividad cultural y social que llegó a presidir la Real Academia de la Historia. Su hermana Clara María González de Amezúa fue una empresaria, escritora y gastrónoma española. Ramón estudió en los conservatorios de Madrid y París al tiempo que obtuvo el doctorado en Ingeniería industrial, en la Escuela Técnica Superior de Ingenieros Industriales de Madrid.
De regreso de Francia al final de la guerra civil, en 1940 fundó Organería Española, una empresa constructora de órganos, a la que se le encargaron por parte de la Iglesia y el Estado varios de los más significativos de España y Francia, entre los que destacan los de la basílica de Lourdes y el del Teatro Real de Madrid. A lo largo de los años, la empresa construyó más de cuatrocientos órganos, la mayoría de ellos con destino en Europa, Norteamérica y Japón. También destaca por haber recibido el encargo de restaurar algunos de los órganos más significativos de las catedrales de España, como la de Toledo.
Como músico, ha destacado en el órgano interpretando piezas únicas, entre ellas Pinturas negras, que el compositor Cristóbal Halffter le dedicó y en 1995 estrenó la obra Itinerario del Éxtasis, de Tomás Marco.
Desde junio de 2007 fue presidente del Consejo de Administración de Radio Televisión Madrid.
Académico de número de la Real Academia de Bellas Artes de San Fernando, fue su director (1991-diciembre de 2008), siendo sustituido por el historiador del arte, Antonio Bonet Correa.
Fue miembro de la Academia Europea de Ciencias y Artes desde 1997. 

## Premios y distinciones
- Caballero de la Orden de Isabel la Católica
- Encomienda con placa de la de Alfonso X el Sabio
- Medalla de Oro de las Bellas Artes
- Grande Ufficiale de la Orden de la Stella della Solidarietá Italiana
- Miembro de los Patronatos del Instituto Cervantes, Fundación Banco Santander, Central Hispano, Universidad Camilo José Cela, Fundación San Millán de la Cogolla y miembro de Honor de la Fundación Amigos del Museo del Prado.

## Obras
- Perspectivas para la historia del órgano español, 1970